# デスコ
『デスコ』（Deathco）は、カネコアツシによる日本の漫画作品。『月刊コミックビーム』（KADOKAWA）にて、2014年2月号から2018年2月号まで連載された。

## あらすじ
悪事を重ねる人間のもとに突然現れ、その命を奪う「リーパー」の存在が、裏社会の人間たちの間で噂になっていた。
リーパーの少女デスこは、年若い身でありながらギルドからの依頼を次々とこなし、実績を上げている腕利きの殺し屋である。
彼女が殺しを続けるのは、とある“大事な仕事”のためであった。

## 用語
リーパー（reaper）
「ギルド」に所属する殺し屋。作中に登場するほとんどの人物が一般人であり、副業としてこの仕事を行っている。
職務は、ギルドから指定された「首」を殺害すること。身元の判明を防ぐため、仰々しいマスクや衣装、メイクで変装しているのが大きな特徴。
殺しの実力は個人により様々で、マダムMやディービルのような高い腕前を持つ者もいれば、あくまで一般人の域を出ない者もいる。
ギルド（GUILD）
リーパーの元締め。鎌と稲穂をあしらったシンボルマークを持つ。本拠地や構成員など全ての情報が謎に包まれている。
民間の組織にも関わらず、「首」のプロフィールや経歴を洗いざらい調べ上げるほどの情報網や、殺害の報酬として多額の金銭を用意できるほどの財力を有する。
郵便やスマートフォンなどの様々な媒体で「首」の情報および殺害依頼をリーパーに送りつけるが、依頼を受けるかどうかはリーパー個人に一任している。依頼を受け「首」の殺害に成功したリーパーには、スイス銀行より「収穫金」と称する報酬を振り込む。
まれにリーパーを選別するような動きを見せ、そうなった場合はリーパー同士の潰し合いに発展することもある。
首
ギルドが指定する標的。“育ちすぎた稲”とされ、リーパーは「首」の殺害を“刈る”と表現する。
作中ではヤクザや大量殺人者などの犯罪者が「首」となっているが、「首」となる明確な基準は明らかにされていない。
殺害にあたってギルドから多額の褒賞金を懸けられており、高いものでは一億円にも上る。

## 登場人物
主要登場人物以外の項目は、名前が判明している人物のみ、コミックス内にて登場した順に記述する。

### 主要登場人物
デスこ（Deathco）
本作の主人公。誰からも「不吉」「気味が悪い」と評されるほどの気迫に満ちる少女。コウモリのタランを常に引き連れている。
向かって右側が黒、左側が白のツートンカラーのおかっぱ頭と、ドクロのような白塗りのメイクが特徴。下唇にリング状のピアスを付けており、衣服や傘など、身にまとう物は黒を基調としている。年齢は10代前半くらいで、リーパーとしては非常に若く、言動も相応に幼い。風船を持つ、音を立てて風船ガムを噛むなど、年相応の子供じみた仕草が目立つ。また「首」の前に登場する際、「ばあああああ！デ～～～ス～～～こ～～～」という決め台詞を毎回のように発する。誰に対しても不遜かつ無礼であり、マダムMに「ブタ」、リーに「ガリガリじじい」といった辛辣な暴言を吐く。
自ら製作した「ころしどうぐ」を得物とし、ナイフ、糸、爆弾など様々な武器を使用したトリッキーな戦い方で、自分より体格の大きな相手すら圧倒できる。身体能力および殺しの実力は非常に高く、狙った「首」はほぼ確実に手にかけている。こと殺人に関しては天才的な才能を見せ、「首」の詳細な情報を一瞬で覚えたり、飛行中のヘリコプターの機体番号を地上から読み取るなど、人間離れした技能を披露した。
「首」への執着は異常で、一度殺すと決めた「首」は絶対に見逃さず、「首」を横取りされることも嫌う。他のリーパーや殺害対象ではない人物も、「首」の殺害において邪魔になると判断すれば平気で手にかけるなど、常軌を逸した性格を持つ。
一方で、マダムMからは「殺し以外は何もできないクズ」と評されるとおり、殺人に関係しないことは何もできず、興味も持たない。
殺しが終われば完全に脱力してしまい、次の「首」が見つかるまでは無気力状態で過ごす。この期間があまりに長いと、意味のない独り言を言い続けるなどの奇行に走る。しかし、殺しが始まれば一転して生き生きとするなど、非常に情緒不安定。
マダムMの城で暮らしており、生活の一切をそこで行う。
タラン
上半身と同じくらいの長い足を持つコウモリ。品種名はアジアアシナガコウモリ。気に入ったフケを持つ者の頭に生涯棲み付く習性があり、平時はデスこの頭上に留まっている。主食はデスこのフケ。
重ねられた宅配ピザの箱を運ぶほどの力や、デスこの危機の際に敵に飛びかかっていく程度の知能があり、デスこの相棒とも呼べる存在。リーを嫌っている。
マダムM
髪をアップにし、縁の太い眼鏡をかけた肥満体の女性。崖の上に立つ古城に住む。デスこの雇い主であり、仕事を課すのと引き換えにデスこに衣食住と城の中にあるもの全てを提供している。（支出はデスこの稼ぐ収穫金で賄っている）
かつてはリーとともに世界中を巡っては「首」を刈っていた凄腕かつ美貌のリーパーであり、他のリーパーたちの憧れの的であったが、遺恨がもとで夫を喪ってからは見る影もない姿になってしまった。現在は宅配ピザなどのジャンクフードのゴミに囲まれた自堕落な生活をしており、太ったせいで歩くのも一苦労という、全盛期とはかけ離れた生活を送っている。しかし、殺しに対する感覚はまだ残っており、銃やナイフを向けられても反射的に自衛を行える。
リーパー時代は黒いドミノマスクとボンデージを身に着けた出で立ちで、「首」以外は殺さないというスタンスのもとに殺しを行っていた。5秒で6000字の情報を記憶する、狙撃の際の三角関数の計算を数秒で行うなどの実力もあり、リーパーとしての腕前は非常に高い。
専業主婦として満ち足りた生活を送っていたにも関わらず、殺人の快楽を追い求めており、良妻と殺し屋という強い二面性を持っていた。しかし現在は、夫の死亡によるトラウマから殺意に関して敏感になり、吐き気を催すほどの拒絶反応を示す。
夫が死亡した原因である丈ヶ崎薫に対して激しい怒りを見せ、この時だけはスタンスを捨てて丈ヶ崎の部下を皆殺しにした。しかし丈ヶ崎本人はデスこに仕留められ、以降彼女に自身の殺害という悲願を託すようになる。
リー
オールバックの髪型に黒い背広の、古風な吸血鬼然とした小男。マダムMに仕える運転手であり、彼女に忠実に付き従う。自家用車だけでなくジェット機やモーターボートなど、一通りの乗り物を乗りこなす運転技術を持つ。
リーパー時代はマダムMの相方として彼女に付き従っていたが、マダムMが事実上の隠居状態にある現在は、デスこの運転手としても働く。リー自身はデスこに従う気はないどころか、幼稚で無礼な彼女を嫌っている。一方で、長年仕えた主であるマダムMには忠誠心以上の感情を抱いており、罵倒にすら身震いして興奮する。
医学の知識があり、マダムMやデスこの負傷を手術によって幾度も治療した。

### リーパー
ヤングラビッツ
ウサギの着ぐるみを着た二人一組のリーパー。自転車に乗って「首」に接近し、手斧で首を叩き切る。
ザ・ヘアー
ドクロの面に大きな鎌という、ポピュラーな死神らしい外見のリーパー。腰まで垂れ下がるほどの長髪を持つ。会話の際はですます調で主語と述語をはっきり述べる。（例：「私の名前はザ・ヘアーです」「私は訊ねます」）
スーパースカルとハイパースカル
二人一組のリーパー。背が高い方がスーパースカルで、低い方がハイパースカル。角が付いたドクロのヘルメットで口から上を隠している。「首」刈りに積極的だが詰めが甘い所があり、いつも他のリーパーに「首」を横取りされてしまう。そのためまだ一人の「首」も刈っていない。
本作におけるコメディリリーフである。
独自にリーパーの殺害数ランキングを作っており、順位の入れ替えに余念がない。
本名はタカシ（スーパースカル）とフトシ（ハイパースカル）。
D.Q.B.（デッド・クイーン・ビー）
三人組のリーパー。胸部に「D」「Q」「B」のロゴが入ったユニフォームを着用している。リーダーのクイーンを主体としたチアリーディングを用いた体術「トス＆キル」を得意とする。クイーンは鎌状の刃が付いたバトン、デッドとビーは仕掛け付きのポンポンを使用して攻撃を行う。
本名はカホ（クイーン）、ミハル（デッド）、チハル（ビー）。三人とも豪号女子高校のチア部に在籍する現役の女子高生。
資産家の娘であるカホは「女王様」と称されるほどの傍若無人な振る舞いが目立ち、学園では気に食わない部員を退部に追い込むなど好き放題にやっている。「リーパーの女王は自分」という自負があり、それを叶えるために目の上の瘤であるマダムMの命を狙った。
中田
リーパーとしての名前は不明。哲学的な一面を持ち、相方の田中に「リーパーは運命のメタファー」と語っていた。殺しの際はピエロの扮装をする。
石黒を刈りに出向くも、その手下に殺されてしまった。
田中
リーパーとしての名前は不明。パーマをかけたモヒカン頭の男。頭はあまり良くない。中田とはフットサル仲間で、誘われてリーパーになった。中田と同じくピエロの扮装をする。
中田と共に石黒を刈ろうとしたがあえなく捕まり、拷問の末死亡した。
キラー・エイリアンズ
二人一組のリーパー。エイリアン風のマスクを被っている。「首」の部屋に通じる虹彩認証解除のための眼球を手に入れるが、ディービルに殺され奪われてしまった。
ヘル・ドッグス
二人一組のリーパー。イヌを模したマスクで口元を覆い隠している。目当ての「首」がいる部屋の前まで来るも、ディービルに殺されてしまった。
ディービル（DEEVIL）
角が生えたデザインのマスクを付け、黒マントを羽織っている、悪魔のような風体のリーパー。舌の先が二又に裂かれている。自らが殺した死体の上に名前入りのカードを落としていく習慣がある。武器はグロテスクなデザインが施された大口径の拳銃。
本業は警察官。日頃から体を鍛えており、人間を抱きしめただけで全身の骨を折ることができるほどの腕力を持つ。
悪魔崇拝者らしく、自宅の一部屋にバホメットらしき像と逆五芒星が描かれた床がある。
「神の過ちを正す者」と自称し、「首」のみならず、リーパーさえも容赦なく殺害する残虐な人物。非常に腕が立ち、作中で確認できる限り10人のリーパーを殺している。マダムMとは因縁があり、「もっとも裁くべき悪徳」として事あるごとに命を狙う。
幼少期は母親から虐待を受けていた。額にあるX字の傷は当時からのもの。とうの昔に斧で母親の頭部をかち割って殺しているが、現在も母親の姿と声（天使祝詞の朗読）の幻覚に苛まれている。
ジジ・フィンク
目が飛び出し不揃いに牙が生えた、ホラー映画のモンスターのようなデザインの面を付けたリーパー。「～だべ」という方言を使う。武器は鎌。普段はホームレスをしている。
ディービルに殺されかけるが、マダムMに救われる形で命拾いし、以後彼女に憧れを持つようになる。マダムMが表に出てこなくなり、リーパーの間での秩序が弱くなってからは、リーパーとしての活動を控えるようになった。
スーパースカルとハイパースカルのバイト先にたびたびやって来ては、彼らのランキング作成のための情報と引き換えに無料でホットドッグをもらっている。
ビッグチャンプとリトルチャンプ
南半球のある都市で活動していたリーパー。ビッグチャンプが父、リトルチャンプが子の親子関係にある。二人とも覆面を被りチャンピオンベルトを付けた、プロレスラーを意識した衣装に身を包んでいる。
ビッグチャンプは刈りの最中に死亡、リトルチャンプが「首」のいる部屋まで行くも、マダムMに「首」を横取りされてしまった。
ナマハゲくん
なまはげの面と衣装を身に着けたリーパー。語尾に「ずら」を付けて話す。武器は包丁。「ナマハゲくん」はジジ・フィンクが呼ぶ名であり、それ以外の名があるかは不明。
島を購入するため、高額の「首」を狙って出向いたが、ディービルに頭部を撃たれて死亡した。
ザ・ファントム
自分で開発した人工皮膚を纏っており、自らの姿を老若男女問わず自在に変えることができる。元の自分の姿が思い出せないらしく、性別や詳しいプロフィールは不明。
元々はリーパーと学者を兼業していた身であったが、刈りの際に全身火傷を負い、人工皮膚で生活することになった。それからは刈りのたびに顔を変え、刈った「首」になり変わって生活する、亡霊のようなリーパーとして活動している。
マダムMに助けられて以後、恩義を感じていた。

### 「首」とその関連人物
三ノ宮 幹彦
1話から4話における「首」。麻薬の売人。眼鏡をかけた肥満体型の男。喘息を患っている。同業者を潰して取引ルートを奪い、今の地位にまで成り上がった。手練れの部下を多数従えている。
梅ヶ丘との取引現場に押し寄せたリーパーたちを返り討ちにしようとするも、部下は全て殺され、自らはデスこにクロスボウの矢で眼窩を貫かれ絶命した。
梅ヶ丘
三ノ宮と取引をしていた麻薬の売人。三ノ宮の兄貴分だったよしみで彼がリーパーに狙われていることを伝えたが、三ノ宮からは既に見限られており、自分の部下もろとも殺された。
恩田
三ノ宮の部下。火炎放射器や機関銃で武装した部下を引き連れ、梅ヶ丘の部下やリーパーたちを大量に手にかけた。
集まったリーパーたちを一気に殲滅する際、機銃掃射を食らう彼らの様子を「デスコ」（死のディスコの意）と形容した。
デスこが放った催涙弾の煙の中、頭を撃ち抜かれ死亡。
富田 浩司
識別コード：42932284963391　年齢：42歳　身長：172cm　体重：72kg
5話から8話における「首」。いわゆる“逃がし屋”として、国外逃亡を狙う犯罪者相手に高額で取引を行っている。偽造パスポートを用意するなどと謳っているが実態は全て虚偽であり、乗せた客はサメが群がる海に投げ込み金だけを頂戴するという、凶悪な人物。「罪悪感がない」と自称するとおり、自分の利得のために人を殺すことを全く気に病まない。
最期はボートの上から海に落とされ、サメに喰われた。
富樫
富田の相方だが、彼よりはいくらかの良心が残っている。富田の様子をうかがうデスこの姿を見かけ、自分を殺しにきたのではないかと怯えていた。
石黒 丈太郎
識別コード：8326579210476　年齢：56歳　身長：148cm　体重：62kg
9話から15話における「首」。斜視で、ショイエルマン症により脊椎が湾曲している。人里離れた食肉工場跡で「楽しみ」と称した拷問殺人を行う、残忍な嗜好の持ち主。
中田と田中を手にかけ、直後捕らえたクイーンを拷問しようとしたが、デスこの乱入に遭い、ダイヤモンド入りの回転刃が付いた「ころしどうぐ」で頭部を真っ二つにされた。
志方 信夫
16話から21話における「首」。理学博士。ボツリヌス菌5キロに相当する毒性を持つ化学兵器「リキッド」の開発者。日本で行方を眩ませたのち、「リキッド」の人体実験として東南アジアの山村を壊滅させたが、「リキッド」に目をつけた樺山に日本に呼び戻され、資金と実験のためのプラントを提供されて「リキッド」の試作を再開した。
「リキッド」がヒト以外の動植物に毒性を示さないことを重要視し、地球上から人類を一掃したいと考えている。それが原因で樺山ともめ、プラントを手放し逃亡する。その後、外国からのヘリに拾われ、機内に現れたデスこと対面。頸動脈切断による失血で死亡した。
樺山 一（かばやま はじめ）
大手菓子メーカー「やまとフードカンパニー」会長。財政界・警察・裏社会と幅広い影響を持つ人物。「黒陽社」という政治結社に資金を提供するとともに、社員を手駒のように扱う。
行動理念は、“世界を圧倒し平和へと導く強く美しい国”の建設。それにあたって「リキッド」を他国を牽制する抑止力として扱いたいと考えており、実際に使用する気は全くない。そのため「リキッド」を兵器として使用したいと考える志方とは意見が合致していなかった。
志方がプラントから逃亡した後、デスこによって鋭い針金の「ころしどうぐ」で手首を巻き取られ、天井からの宙吊り状態にされた。（出血描写はあるが死亡したかどうかは不明）
鶴橋 浩太郎
陸上自衛隊幕僚長。樺山の理想に賛同しなかったため、一服盛られた挙句に大量に酒を飲まされ、事故死を装って殺された。
田畑（でんばた）
文科大臣。大臣に就任するにあたり、樺山の援助を受けている。樺山とともに車で移動していたところをデスこに爆発物を投げ込まれ、車ごと崖下に転落した。
丈ヶ崎 薫（じょうがさき かおる）
30話から34話における「首」。ブローカー。父親から仕事を受け継ぎ、暴力団員やテロリストを相手に武器を売っている。体中にピアスやタトゥーを施した厳めしい外見の女性。
マダムMに父親を殺され、彼女に復讐心を抱いていた。利害が一致したディービルと手を組み、マダムMの夫が搭乗していた旅客機に爆発装置を紛れさせて落下事故を引き起こし、他の乗客ごと殺害。それが原因で、激怒したマダムMに自宅を破壊され、部下を皆殺しにされた挙句、突然現れたデスこにフォークで頸部を切り裂かれて死亡した。

## 書誌情報
- カネコアツシ『デスコ』KADOKAWA〈ビームコミックス〉全7巻
  1. 2014年11月6日発行、ISBN 978-4-04-729967-2
  2. 2015年3月9日発行、ISBN 978-4-04-730236-5
  3. 2015年11月5日発行、ISBN 978-4-04-730632-5
  4. 2016年6月6日発行、ISBN 978-4-04-734107-4
  5. 2016年12月24日発行、ISBN 978-4-04-734382-5
  6. 2017年6月24日発行、ISBN 978-4-04-734695-6
  7. 2018年2月10日発行、ISBN 978-4-04-734968-1